# Pauline Njeri Kahenya
Pauline Njeri Kahenya (ur. 28 lipca 1985 w Kiambu) – kenijska lekkoatletka, specjalizująca się w biegach długodystansowych.
W 2011 podczas mistrzostw Afryki w biegach przełajowych była czwarta oraz zdobyła złoty medal w klasyfikacji drużynowej. Na igrzyskach afrykańskich, jesienią 2011, wystartowała w biegu na 10 000 metrów zajmując czwarte miejsce. W 2012 startowała na mistrzostwach świata w półmaratonie, rozgrywanych w Kawarnie, na których zajęła szóste miejsce oraz zdobyła srebro w rywalizacji drużynowej. 
W 2013 została ukarana roczną dyskwalifikacją za stosowanie niedozwolonego dopingu (do 21 kwietnia 2014).
Rekordy życiowe: bieg na 10 000 metrów – 32:07,0 (15 lipca 2011, Nairobi); półmaraton – 1:07:55 (4 marca 2012, Paryż).

## Osiągnięcia
| Rok  | Impreza                                   | Miejsce  | Konkurencja            | Lokata     | Wynik    |
| ---- | ----------------------------------------- | -------- | ---------------------- | ---------- | -------- |
| 2011 | Mistrzostwa Afryki w biegach przełajowych | Kapsztad | bieg seniorek          | 4. miejsce | 27:23    |
| 2011 | Mistrzostwa Afryki w biegach przełajowych | Kapsztad | drużynowo              | 1. miejsce |          |
| 2011 | Igrzyska afrykańskie                      | Maputo   | bieg na 10 000 m       | 4. miejsce | 33:26,98 |
| 2012 | Mistrzostwa świata w półmaratonie         | Kawarna  | półmaraton             | 6. miejsce | 1:10:22  |
| 2012 | Mistrzostwa świata w półmaratonie         | Kawarna  | półmaraton (drużynowo) | 2. miejsce | 3:28:29  |